# Schloss Altkettenhof

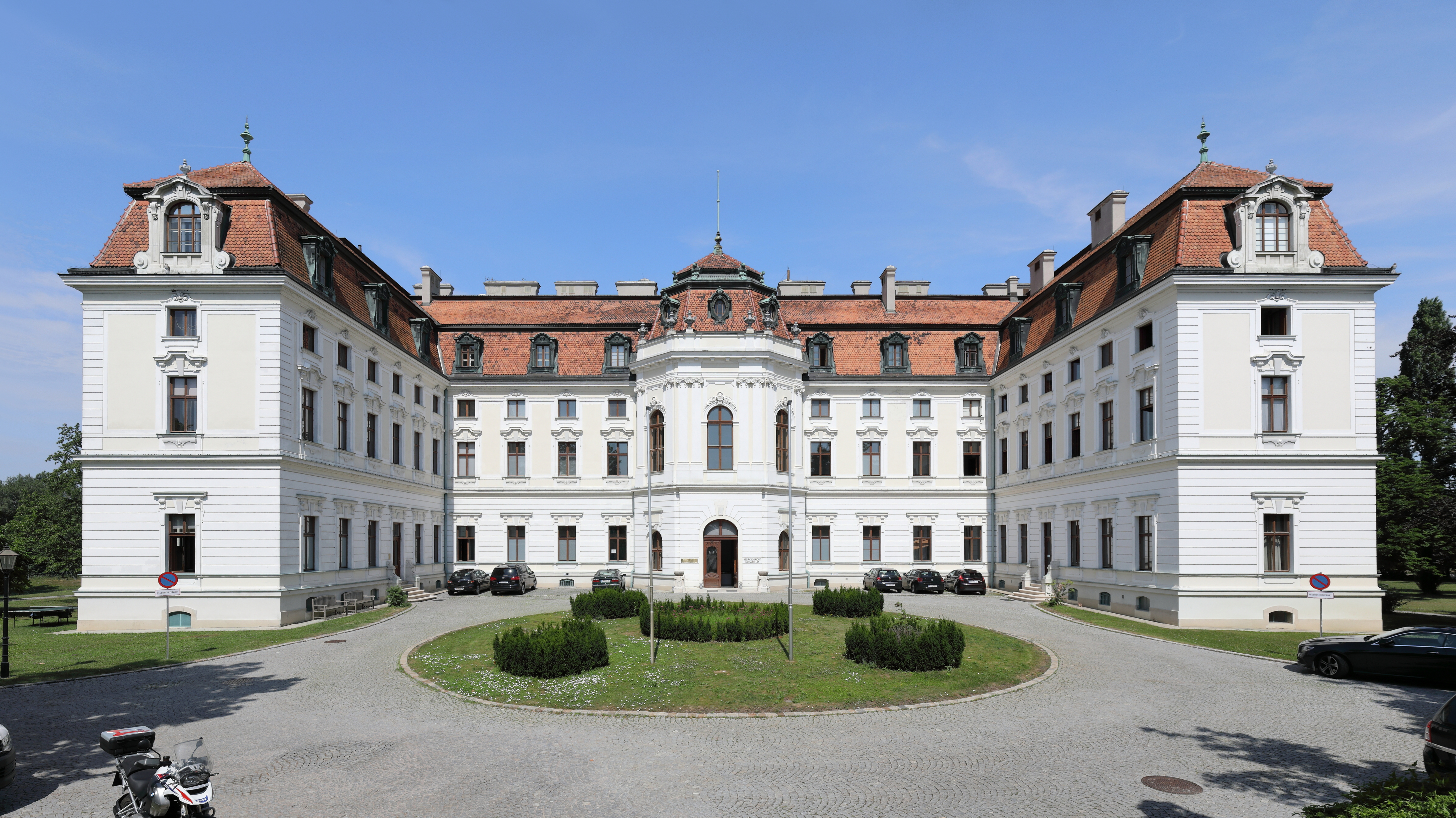
Eingangsportal mit Ehrenhof des Schlosses

Das Schloss Altkettenhof (auch: Dreherschloss oder Schloss Kettenhof) ist ein Barockschloss in der niederösterreichischen Stadtgemeinde Schwechat unweit von Wien.

## Geschichte
Das Schloss wurde im 13. Jahrhundert als kleinere Anlage im heutigen Schwechater Ortsteil Alt-Kettenhof errichtet und fortwährend erweitert.
1760 wurde der erzherzoglich österreichische Erste Kanzler Heinrich Kajetan von Blümegen (1715–1788) neuer Eigentümer des Schlosses und erweiterte es. Er gründete 1766 mit zwei Partnern die Kettenhofer Zitz- und Kattunfabrik. Sein Sohn Franz Heinrich Graf von Blümegen bewohnte das Schloss nach dem Tod des Vaters mit seinen Töchtern Josefine und Eleonora bis 1813. 1814 wurde das Anwesen vom Kunstmäzen und Bankier Moritz Reichsgraf von Fries (1777–1826) und seinem Bruder Philip Jacob erworben. Nach dessen Tod erwarben Johann Ziegler (seinerzeitiger Direktor der Kettenhofer Zitz- und Kattunfabrik) und Elonora Gräfin von Kálnoky das Gebäude. Einen neuen Besitzer erhielt das Schloss 1826 mit den Brüdern Josef, Moritz und Johann Freiherren von Ziegler; diese verkauften es 1830 an Karl Mayer.
1850 wurde das Schloss vom österreichischen Diplomaten und späteren Außenminister Johann Bernhard von Rechberg gekauft und 1872 an den Schwechater Brauindustriellen Anton Dreher junior verkauft. Rechberg bewohnte das Gebäude bis zu seinem Tod am 26. Februar 1899.
Dreher ließ das Schloss 1902 von Architekt Emil Bressler (1847–1921) und dem Schwechater Baumeister Johann Miksch (1843–1908) im neobarockenen Stil um etwa 800.000 Kronen (ca. 4 Millionen Euro) umbauen. Die Inneneinrichtung wurde vom Wiener Möbelbauer und Innenausstatter Portois & Fix gestaltet. Nach dem Tod von Anton Dreher im Jahre 1921 wurde das Schloss von seiner Frau Katharina Dreher (1850–1937) bis zu ihrem Tod bewohnt und 1938 entsprechend den Verfügungen ihres Sohnes und einzigen Erben Eugen Dreher an die Stadt Schwechat verschenkt.
Der von der NSDAP nach dem „Anschluss“ Österreichs ernannte Schwechater Bürgermeister Josef Rupprecht schenkte das Gebäude im gleichen Jahr der Deutschen Arbeitsfront. Von Architekt Hans Jaksch umgebaut, wurde das Schloss nach der Eröffnung als Reichsschulungsburg von der Deutschen Arbeitsfront genutzt. Die Eröffnung fand am 25. Juli 1938 im Beisein des Reichsleiters der NSDAP Robert Ley und der Gauleiter Odilo Globocnik und Josef Bürckel statt.
Während des Zweiten Weltkrieges wurde 1942 ein Lazarett eingerichtet. Im besetzten Nachkriegsösterreich wurde das Gebäude 1945 von der Roten Armee übernommen, in deren Besatzungszone es bis 1955 lag. Nach der Unterzeichnung des österreichischen Staatsvertrags am 15. Mai 1955 wurde es an die Stadtgemeinde Schwechat unter Bürgermeister Alfred Horn zurückgegeben. Diese schenkte es 1956 dem Bundesministerium für Justiz.
Nach der Instandsetzung des Gebäudes wurde 1964 vom damaligen Bundesminister für Justiz, Christian Broda (1916–1987; SPÖ), und Staatssekretär Franz Hetzenauer (1911–2006; ÖVP) die Justizschule eröffnet. Das dazugehörige Internatsgebäude mit 103 Wohneinheiten und 110 Betten wurde 1993 seiner Bestimmung übergeben.

## Bauwerk
Das U-förmige, nach Osten hin offene Gebäude wird umgeben von einem weitläufigen Park. Die Fassade ist mit Pilastern und Risaliten reich verziert. Auf der Südseite befindet sich ein großer Wintergarten. Nordseitig wird ein Söller als Terrasse genutzt.
Das Gebäude liegt zwischen den Flüssen Schwechat und Kalter Gang. Unweit der Mündung der Liesing in die Schwechat bestand eine Brücke über den Fluss. Diese wurde im Zweiten Weltkrieg zerstört. Die Fundamente der Brücke waren bis 2009 erhalten, wurden aber im Zuge des Hochwasserschutzprojektes entlang der Schwechat in den Jahren 2009 bis 2010 restlos entfernt.

## Nutzung
Seit 1960 dient das Gebäude als Bezirksgericht und seit 1964 als Justizschule. Von 1995 bis 1999 wurde das Schloss um rund 6 Millionen Euro renoviert. Das Gebäude steht heute im Eigentum der staatseigenen Bundesimmobiliengesellschaft.